# Vinsarpasjön
Vinsarpasjön är en sjö i Ulricehamns kommun i Västergötland och ingår i Ätrans huvudavrinningsområde. Sjön är 4 meter djup, har en yta på 1 kvadratkilometer och befinner sig 239 meter över havet. Sjön avvattnas av vattendraget Ätran.

## Delavrinningsområde
Vinsarpasjön ingår i det delavrinningsområde (642307-136628) som SMHI kallar för Utloppet av Vinsarpasjö. Avrinningsområdets medelhöjd är 268 meter över havet och ytan är 8,85 kvadratkilometer. Räknas de 3 avrinningsområdena uppströms in blir den ackumulerade arean 105,6 kvadratkilometer. Avrinningsområdets utflöde Ätran mynnar i havet. Avrinningsområdet består mestadels av skog (76 %). Avrinningsområdet har 1 kvadratkilometer vattenytor vilket ger det en sjöprocent på 11,2 %.